# Dave Brown
David James "Dave" Brown, född 12 oktober 1962, är en kanadensisk före detta professionell ishockeyforward som tillbringade 14 säsonger i den nordamerikanska ishockeyligan National Hockey League (NHL), där han spelade för ishockeyorganisationerna Philadelphia Flyers, Edmonton Oilers och San Jose Sharks. Han producerade 97 poäng (45 mål och 52 assists) samt drog på sig 1 789 utvisningsminuter på 729 grundspelsmatcher. Brown spelade också för Maine Mariners och Springfield Indians i American Hockey League (AHL) och Spokane Flyers och Saskatoon Blades i Western Hockey League (WHL).
Han draftades av Philadelphia Flyers i sjunde rundan i 1982 års draft som 140:e spelare totalt.
Brown vann Stanley Cup med Edmonton Oilers för säsongen 1989–1990.
Efter den aktiva spelarkarriären har han arbetat inom ishockeyorganisationerna för Philadelphia Flyers och New York Rangers.

## Statistik
| 1980–1981  | Spokane Flyers      | WHL        | 9   | 2  | 2  | 4  | 21   | —  | — | — | — | —   |
| 1981–1982  | Saskatoon Blades    | WHL        | 62  | 11 | 33 | 44 | 344  | 5  | 1 | 0 | 1 | 4   |
| 1982–1983  | Philadelphia Flyers | NHL        | 2   | 0  | 0  | 0  | 5    | —  | — | — | — | —   |
|            | Maine Mariners      | AHL        | 71  | 8  | 6  | 14 | 418  | 16 | 0 | 0 | 0 | 107 |
| 1983–1984  | Philadelphia Flyers | NHL        | 19  | 1  | 5  | 6  | 98   | 2  | 0 | 0 | 0 | 12  |
|            | Springfield Indians | AHL        | 59  | 17 | 14 | 31 | 150  | —  | — | — | — | —   |
| 1984–1985  | Philadelphia Flyers | NHL        | 57  | 3  | 6  | 9  | 165  | 11 | 0 | 0 | 0 | 59  |
| 1985–1986  | Philadelphia Flyers | NHL        | 76  | 10 | 7  | 17 | 277  | 5  | 0 | 0 | 0 | 16  |
| 1986–1987  | Philadelphia Flyers | NHL        | 62  | 7  | 3  | 10 | 274  | 26 | 1 | 2 | 3 | 59  |
| 1987–1988  | Philadelphia Flyers | NHL        | 47  | 12 | 5  | 17 | 114  | 7  | 1 | 0 | 1 | 27  |
| 1988–1989  | Philadelphia Flyers | NHL        | 50  | 0  | 3  | 3  | 100  | —  | — | — | — | —   |
|            | Edmonton Oilers     | NHL        | 22  | 0  | 2  | 2  | 56   | 7  | 0 | 0 | 0 | 6   |
| 1989–1990  | Edmonton Oilers     | NHL        | 60  | 0  | 6  | 6  | 145  | 3  | 0 | 0 | 0 | 0   |
| 1990–1991  | Edmonton Oilers     | NHL        | 58  | 3  | 4  | 7  | 160  | 16 | 0 | 1 | 1 | 30  |
| 1991–1992  | Philadelphia Flyers | NHL        | 70  | 4  | 2  | 6  | 81   | —  | — | — | — | —   |
| 1992–1993  | Philadelphia Flyers | NHL        | 70  | 0  | 2  | 2  | 78   | —  | — | — | — | —   |
| 1993–1994  | Philadelphia Flyers | NHL        | 71  | 1  | 4  | 5  | 137  | —  | — | — | — | —   |
| 1994–1995  | Philadelphia Flyers | NHL        | 28  | 1  | 2  | 3  | 53   | 3  | 0 | 0 | 0 | 0   |
| 1995–1996  | San Jose Sharks     | NHL        | 37  | 3  | 1  | 4  | 46   | —  | — | — | — | —   |
| NHL totalt | NHL totalt          | NHL totalt | 729 | 45 | 52 | 97 | 1789 | 80 | 2 | 3 | 5 | 209 |
| AHL totalt | AHL totalt          | AHL totalt | 130 | 25 | 20 | 45 | 568  | 16 | 0 | 0 | 0 | 107 |
| WHL totalt | WHL totalt          | WHL totalt | 71  | 13 | 35 | 48 | 365  | 5  | 1 | 0 | 1 | 4   |